# Аспиндзский муниципалитет
Аспи́ндзский муниципалите́т (груз. ასპინძის მუნიციპალიტეტი) — муниципалитет в Грузии, входящий в состав края Самцхе-Джавахетия. Находится на юге Грузии, на территории исторической области Месхетия. Административный центр — посёлок городского типа Аспиндза.

## История
Толошский район был образован в 1929 году в составе Ахалцихского уезда, с 1930 года в прямом подчинении Грузинской ССР. 17 августа 1933 года Толошский район был переименован в Аспиндзский район. В 1951—1953 годах входил в состав Тбилисской области. 15 августа 1961 года Аспиндзский район был упразднён, а его территория передана в Ахалцихский район. 28 октября 1965 года район был восстановлен. В 2006 году преобразован в муниципалитет.

## Население
По состоянию на 1 января 2018 года численность населения муниципалитета составила 10 531 житель, на 1 января 2014 года — 13,2 тыс. жителей.
Согласно переписи 2002 года население района (муниципалитета) составило 13.010 чел. По оценке на 1 января 2008 года — 12,6 тыс. чел.
| Грузины  | 10 671 | 82,00 %  |
| Армяне   | 2273   | 17,50 %  |
| Русские  | 34     | 0,30 %   |
| Осетины  | 9      | 0,07 %   |
| Греки    | 8      | 0,06 %   |
| Украинцы | 5      | 0,04 %   |
| Абхазы   | 4      | 0,03 %   |
| всего    | 13 010 | 100,00 % |

| Грузины  | 8959   | 86,38 %  |
| Армяне   | 1381   | 13,31 %  |
| Русские  | 12     | 0,12 %   |
| Греки    | 7      | 0,07 %   |
| Осетины  | 5      | 0,05 %   |
| Украинцы | 3      | 0,03 %   |
| другие   | 5      | 0,05 %   |
| всего    | 10 372 | 100,00 % |

## Административное деление
Территория муниципалитета разделена на 12 сакребуло: 1 поселковое (Аспиндза), 7 общинных и 4 деревенских.

## Список населённых пунктов
В состав муниципалитета входит 25 населённый пункт, в том числе 1 посёлок городского типа:
- Аспиндза (груз. ასპინძა)
- Ацквита (груз. აწყვიტა)
- Вардзиа (груз. ვარძია)
- Варгави (груз. ვარგავი)
- Гулсунда (груз. გულსუნდა)
- Дамала (груз. დამალა)
- Дзвели (груз. ძველი)
- Идумала (груз. იდუმალა)
- Ивериа (груз. ივერია)
- Мирашхани (груз. მირაშხანი)
- Накалакеви (груз. ნაქალაქევი)
- Ниджгори (груз. ნიჯგორი)
- Оргора (груз. ორგორა)
- Ота (груз. ოთა)
- Ошора (груз. ოშორა)
- Пиа (груз. ფია)
- Рустави (груз. რუსთავი)
- Сакудабели (груз. საყუდაბელი)
- Саро (груз. სარო)
- Тмогви (груз. თმოგვი)
- Токи (груз. თოკი)
- Толоши (груз. ტოლოში)
- Хертвиси (груз. ხერთვისი)
- Хизабавра (груз. ხიზაბავრა)
- Чобарети (груз. ჭობარეთი)